# 970

## Починали
- Петър I, български цар